# Henry Holland

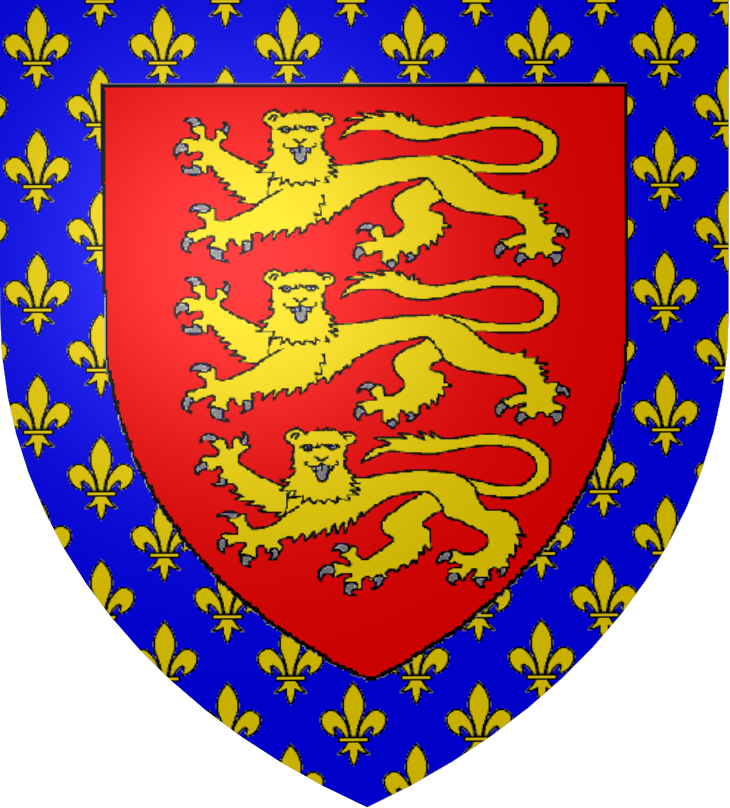
Escudo de armas de Henry Holland, tercer duque de Exeter.

Henry Holland, 3.er Duque de Exeter (27 de junio de 1430-septiembre de 1475) fue un noble inglés, líder militar de la Casa de Lancaster durante la Guerra de las Dos Rosas. Era el único hijo de John Holland, II duque de Exerter y su primera esposa lady Anne Stafford. Sus abuelos maternos eran Edmund Stafford y Anne de Gloucester.
Heredó el ducado de Exeter tras la muerte de su padre en 1447. Como bisnieto de Juan de Gante, pudo haber tenido derecho al trono de Inglaterra tras la muerte de Enrique VI. No obstante, su carácter cruel, temperamental e impredecible le hacía tener escasos apoyos.
Exeter fue durante un tiempo condestable de la Torre de Londres, y posteriormente el potro de tortura allí instalado pasó a ser conocido como "la hija del Duque de Exeter". En 1447 se casó con Ana de York, el segundo descendiente y la mayor de las hijas vivas de Ricardo de York (y hermana mayor de, entre otros, los reyes Eduardo IV y Ricardo III).
En la Guerra de las Dos Rosas, no obstante, se mantuvo contrario a la Casa de York. Fue jefe militar durante las victorias de la Casa de Lancaster en Wakefield y St Albans. Fue hecho prisionero en el castillo de Wallingford en 1455.
Asimismo, era jefe militar cuando se produjo la derrota de la Casa de Lancaster en la Batalla de Towton. Escapó a Escocia tras la batalla, y posteriormente se unió a la reina Margarita en su exilio en Francia. Fue desposeído de sus cargos en 1461, y sus territorios fueron entregados a su mujer, que se separó de él en 1464. Durante el breve período de la restauración de Enrique VI (octubre de 1470-mayo de 1471) recuperó muchos de sus cargos y territorios.
En la Batalla de Barnet, Exeter lideró el flanco izquierdo de las tropas de la Casa de Lancaster. Fue gravemente herido y dado por muerto, pero sobrevivió. Posteriormente fue hecho prisionero, y Ana se divorció de él en 1472. Se ofreció a participar en la expedición sobre Francia de 1475. En el viaje de vuelta se cayó por la borda y se ahogó (se ha sugerido que pudo haber sido arrojado al mar intencionadamente por orden del rey).

## Descendencia
Tuvo una única hija legítima:
- Ana Holland (c. 1455-1475), casada con Thomas Grey, 1.er Marqués de Dorset (1455-1501)

## Sucesión
| Predecesor: John Holland         | Duque de Exeter 1447-1461              | Sucesor: Extinguido                        |
| Predecesor: Guillermo de la Pole | Primer Lord del Almirantazgo 1450-1461 | Sucesor: William Neville, 1º Conde de Kent |

- Datos: Q1452585